# سازمان باله ایران
سازمان بالهٔ ایران یک نهاد هنری غیر انتفاعی ثبت شده در کشور سوئد است. نیما کیان هنرمند و رقص‌پرداز بالهٔ ایرانی در سال ۲۰۰۲ م. سازمان منحل‌شدهٔ بالهٔ ملی ایران را که تا پیش از انقلاب در تالار رودکی تهران مستقر بود، در سوئد و با حمایت سازمان‌های فرهنگی و همپیوندی دولت آن کشور و تحت نام سازمان بالهٔ ایران (Les Ballets Persans) بازسازی کرد. کارگان یا آثار انتخابی این سازمان برگرفته شده از تاریخ و فرهنگ ایران و عموماً منعکس‌کنندهٔ موضوعات ادبی، تاریخی، عرفانی و اجتماعی است. از این سازمان به عنوان بزرگ‌ترین طرح هنری اجراء شده در خارج از ایران پس از انقلاب نام برده شده‌است.
سازمان بالهٔ ایران یک سازمان بالهٔ بین‌المللی است که تولیدات خود را در کشورهای مختلف بروی صحنه می‌برد. رپرتوار کلاسیک، نئوکلاسیک و مدرن بالهٔ ایران شامل آثاری است که غالباً به‌وسیلهٔ نیما کیان یا رقص‌پردازان خاورمیانه‌ای خلق شده‌اند. سازمان باله ایران شامل سه بخش تولید باله، آموزش و حوزهٔ پژوهشی رقص است.

## تاریخچه

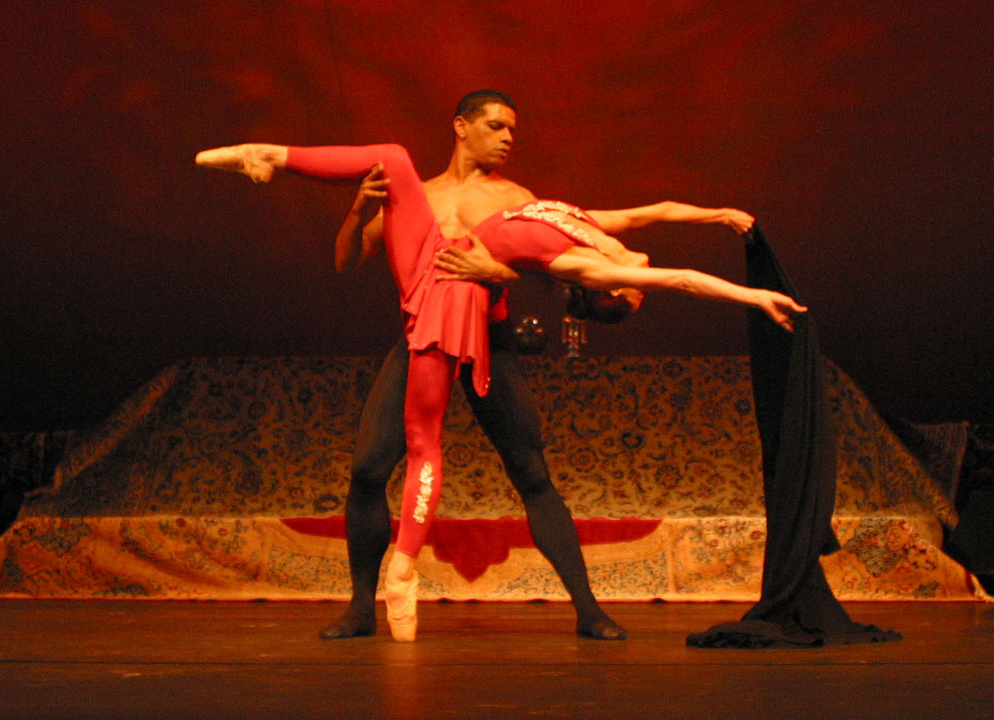
بالهٔ زن، اثر نیما کیان؛ ۲۰۰۳ م.

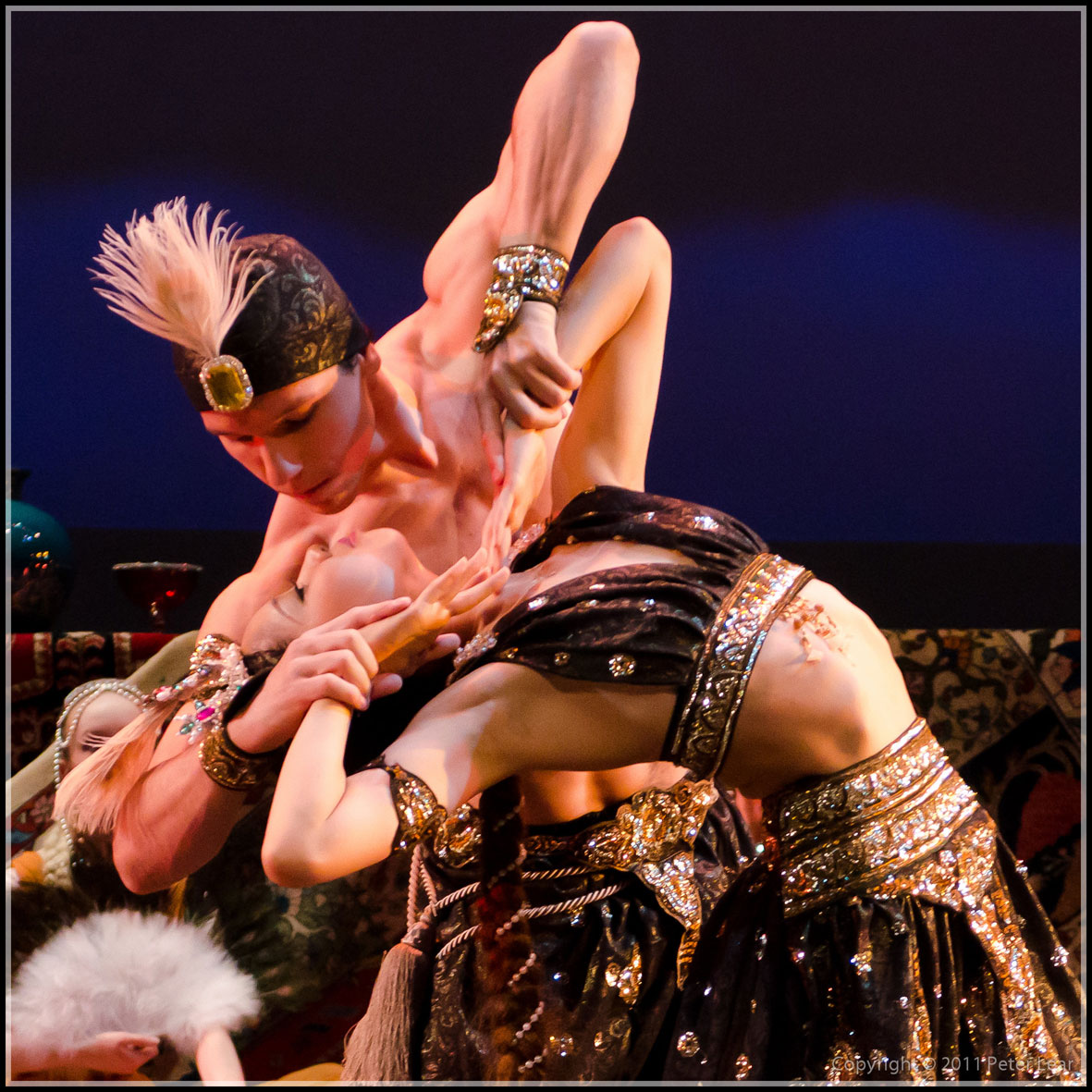
ویس و رامین. رقص‌پردازی نیما کیان؛ ۲۰۱۱ م.

در سال ۱۹۹۸، رقصنده و رقص‌پرداز باله نیما کیان فعالیت‌هایی را در اروپا برای گشایش یک سازمان باله با رپرتوار و آثار منتخبی برگرفته شده از فرهنگ و تاریخ ایران آغاز کرد. او در طی پنج سال فعالیت مستمر تا افتتاح سازمان بالهٔ ایران در سال ۲۰۰۲، با بسیاری از چهره‌های بین‌المللی فرهنگی و هنری منجمله در زمینهٔ هنرهای تجسمی و نمایشی ارتباط برقرار کرد. در سال ۱۹۹۹ کیان به همراه لیا شوبرت بنیان‌گذار و رئیس آکادمی بالهٔ گوتنبرگ و استکهلم در سوئد، کارل ریبرگ کارشناس رقص و ماریآن لاورل سرپرست هنری و تولیدکنندهٔ بالهٔ کولبرگ هیئت مؤسسان بالهٔ ایران را پایه‌ریزی کرد. مرکز ملی رقص فرانسه، خانهٔ رقص سوئد، وزارت فرهنگ اسپانیا و فرانسه از حامیان اجرای پروژهٔ بالهٔ ایران بودند.
عاقبت در سال ۲۰۰۱ وزارت همپیوندی سوئد پس از بررسی طرح بازسازی بالهٔ ملی ایران به عنوان یک میراث فرهنگی ایرانی از دست رفته و به منظور «غنا بخشیدن به جامعهٔ چندفرهنگی سوئد به‌وسیلهٔ احیای هنر بالهٔ ایرانی»، این پروژه را مورد حمایت مالی خود قرار داد که متعاقباً ارگان‌های فرهنگی و هنری سوئدی نیز در سطوح دولتی، استانی و کمونی بخشی از هزینه‌های تولید را پوشش دادند. گشایش جهانی سازمان بالهٔ ایران در نقش میراث‌دار و نهاد دوباره بازسازی شدهٔ این رشتهٔ هنری در ایران، در ۷ اکتبر ۲۰۰۲ در تالار سلطنتی سیرکوس استکهلم صورت گرفت. به غیر از چهار اثری که به وسیلهٔ نیما کیان برای گشایش بالهٔ ایران رقص‌پردازی و تولید شده بود (بزم عاشقان و واریاسیون‌های زن، سیمای جان و جدائی) دو اثر دیگر نیز که به وسیلهٔ دو رقص‌پرداز از جمهوری آذربایجان تولید شده بود (هفت پیکر و بابک) در گشایش جهانی بالهٔ ایران گنجانده شد.
بالهٔ زن (Femme به فرانسه) به رقص‌پردازی نیما کیان مهم‌ترین اثر تولید شده سازمان در سال ۲۰۰۳ بود که حاوی پیامی اجتماعی پیرامون مسائل زنان و تساوی حقوق بود. بالهٔ کاوه آهنگر به‌عنوان پیش‌درآمدی بر نخستین کنسرت سازمان در ایالات متحده در سال ۲۰۰۴، بر اساس داستان کاوه آهنگر و خیزش او علیه ضحاک ماردوش برگرفته شده از شاهنامهٔ فردوسی طراحی و تولید شد. در سال ۲۰۰۷ که به مناسبت هشتصدمین سالگرد تولد مولانا جلال‌الدین بلخی رومی از طرف یونسکو به نام او نامگذاری شده بود، سومین اثر از سری رقص‌پردازی‌های عارفانه نیما کیان با الهام از اندیشهٔ صوفیانه و اشعار مولانا رقص‌پردازی و اجراء شد. بالهٔ سرزمین فیروزه‌ای که برای نخستین‌بار اصول و تکنیک بالهٔ کلاسیک غربی را با موسیقی سنتی ایرانی ترکیب و تطبیق می‌کرد به مناسبت ششمین سال گشایش سازمان بالهٔ ایران و جشن گرامیداشت نیما کیان، بنیان‌گذار و سرپرست هنری سازمان رقص‌پردازی شد. امروزه در ایران نیز تعدادی از هنرمندان مانند پردیس خسروی کماکان در حال زنده نگاه داشتن این هنر می‌باشند.
باغ‌های معلق آرزوهای گمشده، یک چیدمان ویدئویی و نمایش رقص معاصری بود که در فصل پائیزه سال ۲۰۰۸ بروی صحنه رفت. سمفونی مرثیه، اثر معاصر دیگری است که به وسیلهٔ نیما کیان برای بالهٔ ملی تاجیکستان آفریده شد.

## رپرتوار
| اثر                       | موسیقی                                          | رقص‌پردازی                    | موضوع                                         | نخستین اجراء |
| ------------------------- | ----------------------------------------------- | ---------------------------- | --------------------------------------------- | ------------ |
| هفت پیکر                  | کارا کارایف (هنرمند خلق آذربایجان)              | رفیقا آخوندوآ و ماکسود مامدف | برگرفته شده از پنج گنج نظامی گنجوی            | ۲۰۰۲         |
| بابک                      | آکشین علیزاده (هنرمند خلق آذربایجان)            | رفیقا آخوندوآ و ماکسود مامدف | بر اساس سرگذشت بابک خرمدین و سرخ جامگان       | ۲۰۰۲         |
| بزم عاشقان                | شهرام ناظری و گروه تنبور شمس                    | نیما کیان                    | رقص سماع مولانا                               | ۲۰۰۲         |
| جدائی                     | زهره جویا                                       | نیما کیان                    | مرگ در غربت                                   | ۲۰۰۲         |
| سیمای جان                 | زهره جویا                                       | نیما کیان                    | تلفیق باله و فولکلور شمال ایران               | ۲۰۰۲         |
| زن                        | حسین علیزاده                                    | نیما کیان                    | باله دراماتیک در مورد تساوی حقوق زن و مرد     | ۲۰۰۳         |
| فلامنکو با ریتم‌های ایرانی | نوازندگان مرکز فلامنکو                          | گابریلا گوتارا               | فمنیسم جهانی                                  | ۲۰۰۳         |
| آوای ستارگان              | زهره جویا                                       | نیما کیان                    | موزیکال رومانتیک                              | ۲۰۰۳         |
| پاپو سلیمانی              | زهره جویا                                       | نیما کیان                    | تلفیق باله و فولکلور کردی                     | ۲۰۰۴         |
| سفر بخیر                  | زهره جویا                                       | نیما کیان                    | بیادبود قربانیان زلزلهٔ بم                     | ۲۰۰۴         |
| کاوه آهنگر                | احمد پژمان                                      | نیما کیان                    | برگرفته شده از شاهنامه فردوسی                 | ۲۰۰۴         |
| شهرزاد                    | نیکلای ریمسکی-کورساکوف                          | نیما کیان با الهام از فوکین  | از هزار و یکشب                                | ۲۰۰۴         |
| سیمای جان، دختر گیلانی    | زهره جویا                                       | نیما کیان                    | بر اساس یک داستان گیلانی                      | ۲۰۰۷         |
| مولانا، مولانا            | گروه تنبور شمس                                  | نیما کیان                    | اثری عارفانه بمناسبت هشتصدمین سال تولد مولانا | ۲۰۰۷         |
| سرزمین فیروزه‌ای           | پرویز مشکاتیان                                  | نیما کیان                    | ترکیب باله کلاسیک و موسیقی سنتی ایران         | ۲۰۰۷         |
| باغ‌های معلق آرزوهای گمشده | گروه دستان و ارکستر موسیقی نو                   | نیما کیان                    | باله-درام معاصر و چیدمان ویدیوئی              | ۲۰۰۸         |
| ویس و رامین               | پیمان سلطانی با اجرای ارکستر سمفونیک ملی اسلواک | نیما کیان                    | باله نئوکلاسیک براساس اشعار اسعد گرگانی       | ۲۰۱۱         |
| سمفونی مرثیه              | علی رهبری با اجرای ارکستر فیلارمونیک ایران      | نیما کیان                    | باله-درام معاصر برای باله ملی تاجیکستان       | ۲۰۱۲         |
| باهار گلیر                | گروه رستاک                                      | نیما کیان                    | رقص کاراکتر ایرانی                            | ۲۰۱۴         |
| بهاره!                    | گروه رستاک                                      | نیما کیان                    | رقص کاراکتر ایرانی                            | ۲۰۱۴         |

## رقص‌پردازان، باله‌گردانان و استادان مدرس باله

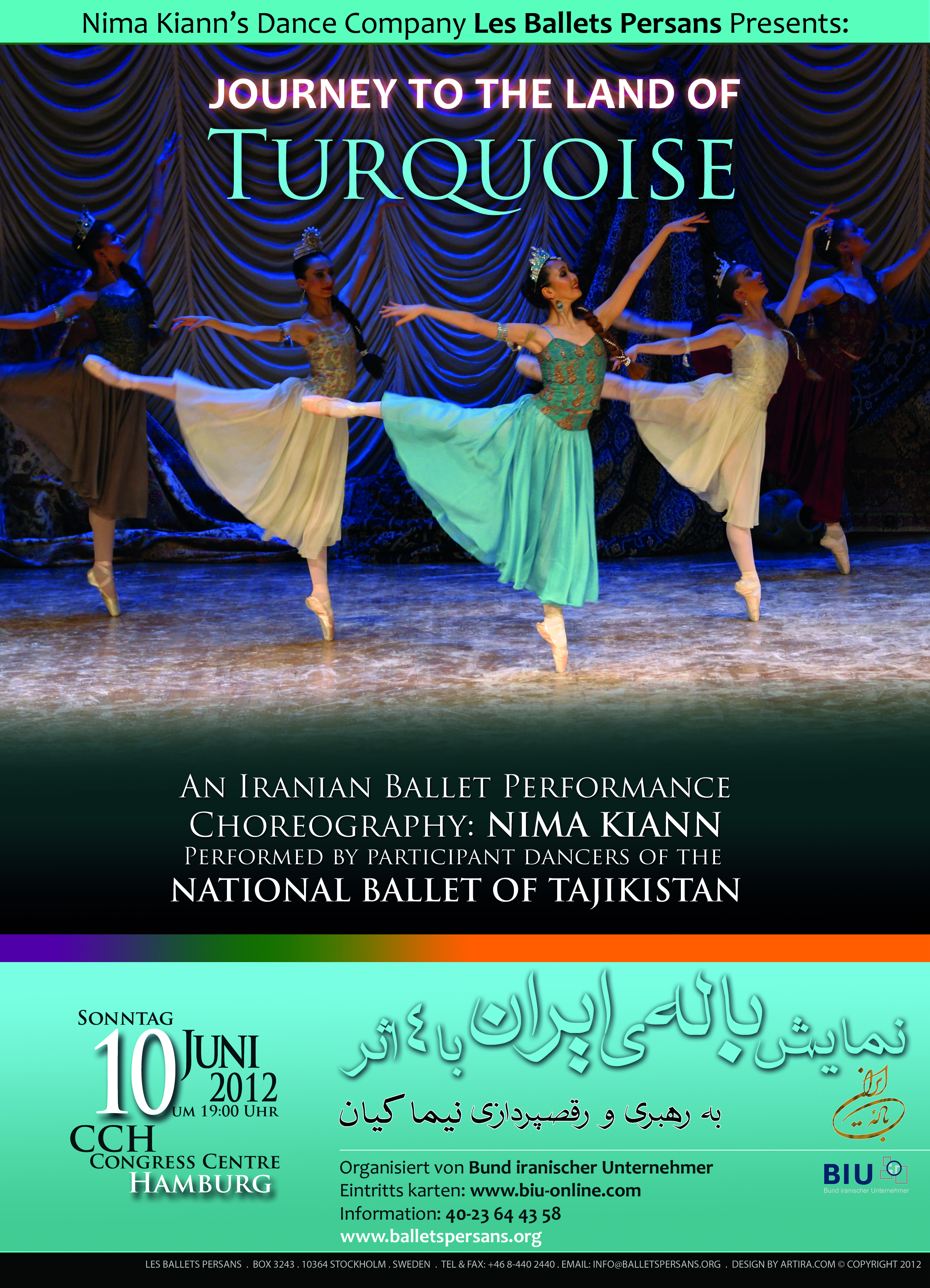
سفر به سرزمین فیروزه‌ای. رقص‌پردازی‌های نیما کیان برای باله ملی تاجیکستان. ۲۰۱۲

به‌جز مؤسس باله ایران همه رقص‌پردازان، باله‌گردانان و استادان مدرس باله که در تولیدات سازمان باله ایران مشارکت داشته‌اند غیر ایرانی هستند:
- نیما کیان
- رفیقه آخوندوا (رقصپرداز، هنرمند خلق آذربایجان، باله و اپرای باکو)
- مقصود محمدف (رقصپرداز، هنرمند خلق آذربایجان، باله و اپرای باکو)
- مارک دو بوئه (رقصنده ممتاز و استاد ارشد باله، باله ملی پاریس)
- ایشتوان کیش (رقصنده ممتاز و استاد باله، باله و اپرای ملی مجارستان و باله سلطنتی سوئد)
- ویکتور والکو (رقصنده ممتاز و استاد باله، باله و اپرای ملی لهستان و باله سلطنتی سوئد)
- دومینیک فرانچتی (باله‌گردان و استاد ارشد باله، کنسرواتوار ملی باله کلاسیک پاریس)
- پلومب آگالیجاج (رقصپرداز، باله‌گردان و استاد باله، باله و اپرای آلبانی)
- گابریلا گوتارا (رقصپرداز فلامنکو، مرکز فلامنکوی استکهلم)
- امیل اکماتف (رقصنده ممتاز و استاد ارشد باله، باله ملی قرقیزستان)

## رقصنده‌ها

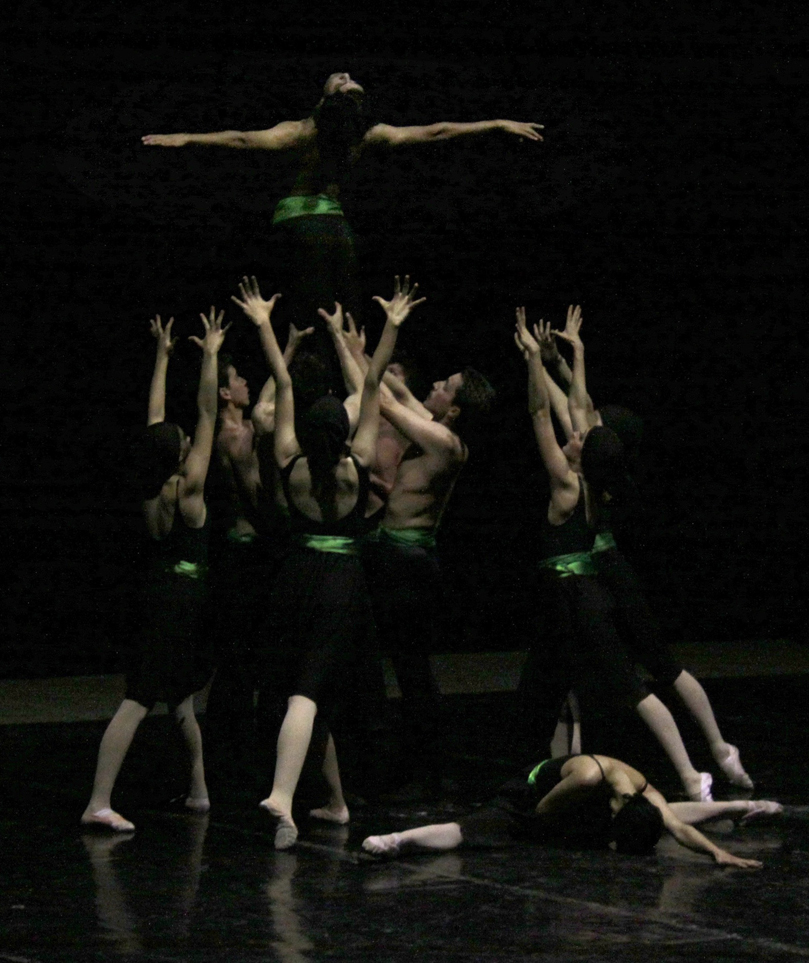
سمفونی مرثیه، ساخته نیما کیان برای باله ملی تاجیکستان. ۲۰۱۲

رقصندگان سازمان باله ایران همگی غیر ایرانی و از ملیت‌های گوناگون هستند. تا سال ۲۰۰۸ رقصندگانی از بیش از ۲۴ کشور مختلف شامل آلبانی، آرژانتین، ارمنستان، استرالیا، آذربایجان، بلغارستان، برزیل، انگلستان، استونی، فرانسه، هنگ کنگ، کوبا، لتونی، زلاند نو، مکزیک، نروژ، لهستان، روسیه، صربستان، اسکاتلند، سوئد، تایلند، اکراین، آمریکا و ویتنام در استخدام باله ایران بوده‌اند. شرط عضویت در سازمان دارا بودن مدرک پایان‌نامه تحصیلی از یکی از هنرستان‌های معتبر در رشته باله کلاسیک و رقص مدرن، شرکت در گزینش و گذراندن آزمون عمومی است.
تعدادی از تک‌رقصنده‌ها و رقصندگان ممتاز سازمان باله ایران که از زمان تأسیس در تولیدات سازمان ایفای نقش کرده‌اند:
- آی‌زاده آکماتووا (باله ملی قرقیزستان، باله ملی تاجیکستان)
- الکساندر باکمن (باله ملی تاجیکستان)
- آسوکا اینوئه (کنسرواتوار ملی ژاپن، باله ملی سالزبورگ، اتریش)
- آنجلینا آلن (باله و اپرای گوتنبرگ، سوئد)
- هازمیک امیریان-بنت (باله ملی ارمنستان)
- لوسیانا رئولون (باله ملی سالزبورگ، اطریش)
- الکساندر پردا (باله و اپرای ملی کوبا)
- داوید هوهانیسیان (باله و اپرای ملی ارمنستان، باله میلوکی در ویسکانسن، آمریکا)
- الکسی گریگوریف (باله بولشوی روسیه، باله سلطنتی سوئد)
- لدیان آگالیجاج (باله و اپرای ملی آذربایجان، باله و اپرای ملی آلبانی)

## وبگاه پژوهشی رقص در خاورمیانه
بخش پژوهشی و تحقیقی سازمان باله ایران در سال ۲۰۰۴ به منظور ایجاد یک مرجع اطلاعاتی و تحقیقاتی در زمینه هنر رقص در خاورمیانه به‌وجود آمد. وبگاه پژوهشی رقص در خاورمیانه (Eastern Dance Forum) مجموعه‌ای از مقالات، تألیفات و پیوندهای مربوط به رقص باله در خاورمیانه را برای تسهیل کار رقص‌پژوهان و دانشجویان گرد هم آورده‌است. در این وبگاه مقالاتی از نیما کیان، آنتونی شی، یحیی ذکاء، خسرو سینا، لیسا کاتز و دیگر رقص پژوهان ایرانی و غیر ایرانی ارئه شده‌است.

## آکادمی و هنرستان باله ایران
آکادمی باله ایران (L'Academie de Ballets Persans) به عنوان زیر مجموعه‌ای از سازمان باله ایران از پائیز سال ۲۰۰۵ آغاز به کار کرد و در رشته‌های باله کلاسیک و مدرن به تربیت هنرجو می‌پردازد. در کنار این دوره‌های آموزشی در سطوح مبتدی، متوسط و عالی، سمینارهای رقص باله (Master Classes) برای رقصندگان حرفه‌ای نیز تدارک دیده می‌شود.

## پروژهٔ رقص جوان اروپا
پروژهٔ رقص جوان اروپا (European Youth Dance Project) یکی از طرح‌های سازمان بالهٔ ایران با هدف ارتقاء سطح تکنیکی هنرمندان جوان باله است که در سال ۲۰۰۷ به وسیلهٔ ریاست هنری سازمان و با حمایت کمون سولنا در سوئد پی‌ریزی شد. مشارکت در این طرح برای رقصندگان تازه فارغ‌التحصیل شدهٔ باله که دارای مدرک دیپلم هستند امکان‌پذیر است و مانند عضویت در سازمان بالهٔ ایران مشروط به شرکت در گزینش و گذراندن آزمون عمومی است.

## بالهٔ ایران و همکاری با شرکت‌های باله در کشورهای هم‌فرهنگ آسیای میانه
به‌منظور شناسایی رپرتوار باله در کشورهای آسیای میانه که با ایران دارای فرهنگی مشترک هستند ولی مراودهٔ فرهنگی آنان با این کشور در زمان اتحاد جماهیر شوروی قطع شده بود، بنیانگذار و ریاست هنری سازمان بالهٔ ایران، نیما کیان، از بدو بنیانگذاری این سازمان ارتباط نزدیکی با هنرمندان مشهور بالهٔ این کشورها برقرار کرد. حاصل این ارتباط و همکاری، معرفی باله‌های ملی کشورهای هم‌فرهنگ آسیای میانه، هنرمندان و آثار رپرتواری بود که غالباً در غرب ناشناخته‌اند. دو اثر هفت پیکر و بابک که برای افتتاح جهانی بالهٔ ایران در سال ۲۰۰۲ در نظر گرفته شده بودند، برای نخستین‌بار در خارج از جمهوری آذربایجان و در اروپا بروی صحنه برده می‌شدند. این آثار سال‌ها از رپرتوار بالهٔ اپرای باکو خارج و به فراموشی سپرده شده بودند، اما به منظور معرفی نمونه‌هایی از رپرتوار حاضر باله خاورمیانه، در نخستین اجرای بالهٔ ایران بروی صحنه برده شدند. تولید دوباره و بازآفرینی این آثار بالهٔ آذربایجانی که بعد از دست‌کم ۱۶ سال صورت می‌گرفت، مشارکت هنرمندان طراز اول این کشور را که همگی ملقب به هنرمندان خلق آذربایجان هستند را در سازمان تازه‌تأسیس بالهٔ ایران موجب شد.
در سال ۲۰۱۲ نیما کیان به تئاتر دولتی اپرا و بالهٔ ملی تاجیکستان دعوت شد و سازمان بالهٔ ایران نهمین دورهٔ پروژهٔ رقص جوان اروپا را با همکاری سازمان بالهٔ ملی تاجیکستان در شهر دوشنبه برگزار کرد. او به عنوان رقص‌پرداز ارشد میهمان اثر تازه‌ای برای بالهٔ ملی تاجیکستان خلق کرد. «سمفونی مرثیه» نخستین اثر بالهٔ مدرن و معاصری بود که به وسیلهٔ رقصندگان جوان بالهٔ ملی تاجیکستان در این کشور آسیای میانه اجراء می‌شد. چهار رقص‌پردازی دیگر از نیما کیان نیز به رپرتوار دائم بالهٔ تاجیکستان اضافه شد. همچنین سازمان بالهٔ ایران، برای نخستین‌بار پس از فروپاشی اتحاد جماهیر شوروی و استقلال تاجیکستان، بالهٔ ملی تاجیکستان را در غرب معرفی کرد و برگزارکنندهٔ نخستین تور اروپایی این سازمان بود.